# Karla Larsen Moltsen
Karla Larsen Moltsen (født 29. december 2007 i Ganløse) er en dansk skuespillerinde.

## Karriere
Karla Larsen Moltsen startede sin karriere med at lave amatørteater, og fik sin første rolle i DRs julekalender Julehjertets hemmelighed (2022), hvor hun spillede hovedrollen ved navn Karen.

## Filmografi

### Tv-serier
| Serie                      | År    | Rolle      | Noter        |
| -------------------------- | ----- | ---------- | ------------ |
| Aftenshowet                | 2007- | Selv       |              |
| Julehjertets hemmelighed   | 2022  | Karen Høst | Julekalender |
| Troldehjertets Hemmelighed | 2023  | Karen Høst |              |